# 神韵艺术团
神韻藝術團是成立於2006年的中國古典舞與傳統音樂藝術團，美國國稅局依美國法典501(c)(3)所認可的非營利組織，由法轮功修煉者创办，總部坐落於美國紐約州的龙泉寺，艺术总监为法輪功創始人李洪志。2019年有6個團同時在世界各地巡迴演出，至2024年為止，已有8個演出團隊在全球36個國家、超過200個城市多次巡演，神韻發展所需要的資金完全來自票房收入和有限的捐款，而非依賴政府或企業的資助。據其官網介紹，神韻「藝術靈感取自儒、釋、道學說發源、發展，是中國傳統文化的真正精髓」，使命是“复兴中华传统文化，并唤起人们对当今中国法轮功所面临的残酷迫害的关注”。2006年獲《Billboard》雜誌評選為全美七大優秀大型舞台劇。

## 特點
神韻藝術團，以復興與弘揚中國五千年正統神傳文化為宗旨。每年演出的舞蹈節目都是全新的創作。自成立以來，神韻已經在舞台上呈現超過300個作品，每個作品都有其獨特的音樂、服裝和天幕。據神韻官方網站介紹，神韻演出內容的特點為：

### 中國古典舞
每一團約有60名舞者，演出內容以中國古典舞為主體，輔以中國民族民間舞蹈。
旧金山湾区的旧金山纪事报，基于对神韵艺术团的编舞李维娜（Vinna Lee）的专访，形象地介绍什么是中国古典舞及作为其重要成份的『韵』。
神韵的节目包含法轮功的内容。2010年的舞蹈节目内容，有宋朝忠诚的将军岳飞、乔装成男子从军的女英雄花木兰、16世纪的中国小说西游记，以及讲述法轮功学员在天安門廣場和平示威被捕的现代传奇《震撼》（Astounding Conviction）。

### 中西合璧樂队
神韻艺术团有中西合璧的樂團現場伴奏，以西洋管弦樂器為基礎，加上二胡、琵琶、嗩吶、笛子、等中國傳統樂器。
神韵艺术团乐团成员，包括中國國家一級演員、大提琴演奏家、原中国中央乐团交响乐队队长兼指挥陈汝棠。

### 声乐家器乐家独唱独奏
除了合奏，演出中也穿插器樂家的獨奏，比如二胡演奏家美旋、戚曉春的演出。
神韵声乐演员中有男高音歌唱家、中国国家一级演员關貴敏，有被認為是全球七大女低音之一的唯一华人（德國籍）楊建生等。2007年演出的一支独唱中提及轉輪聖王神韻聲樂演員中，還有在中國時為外国政要表演的国家一级演员、獲獎男高音洪鳴，以及女高音耿浩蓝等等。

### 服飾和道具
演出中，舞蹈演員會依不同的朝代或身份而穿戴不同的服裝與使用不同的道具。

### 动态天幕
神韻的舞台背景除了靜態背景之外，也有數位動態背景，與舞台表演者完美結合互動。動畫天幕隨著每一齣不同的劇情而改變，例如蒙古大草原、炊煙裊裊的中國小村莊等，讓演員能在天幕與舞台間穿梭，延伸舞台空間效果。動態天幕技術於2016年10月18日獲得美國專利授權。

## 演出團隊
從神韻藝術團於2006年成立以來，持續擴大到8大分團，於北美、亞洲、歐洲、大洋洲、南美洲等地大型城市的劇院演出。藝術總監為法輪功創始人李洪志，義務奉獻、沒有行政職務、沒有報酬。
- 神韻紐約藝術團
- 神韻國際藝術團
- 神韻巡迴藝術團
- 神韻世界藝術團
- 神韻北美藝術團
- 神韻環球藝術團
- 神韻新紀元藝術團
- 神韻新世界藝術團
- 神韻交響樂團

2012年於紐約卡內基音樂廳首演，2013年起於美國各大城市之大型音樂廳展開巡演。2016年起，神韻交響樂團包括固定的在美巡演行程，也開始在加拿大、台灣、日本等國家和地区展開國際巡演行程。
神韻藝術團登臨的大型戲劇院（表演場地），包括紐約无线电城音乐厅、林肯中心、華盛頓哥倫比亞特區约翰·肯尼迪表演艺术中心、倫敦皇家节日大厅、巴黎会议与会展中心、加拿大多倫多索尼表演艺术中心、台北國父紀念館、美國加州好莱坞的杜比剧院（原名柯達劇院）。
神韻藝術團表示，演出的所有收益都會返回神韻，用於支付演出藝術家的費用，並支持紐約飛天藝術學院的運作。飛天藝術學院，是西方社會第一所教授傳統音樂、藝術和中國古典舞的綜合性藝術學院，培育出的許多藝術家進入神韻演出。

## 評價
- 《舊金山紀事報》、北加州地区发行量最大报，于2007年至2009年接连三个新年，介绍并赞扬神韻演出。[16][44][45]2008年以《百年难遇》（EPIC PROPORTIONS）所作报导中，提到此演出被称为「海外庆祝中国新年规模最大的活动」，提到演出有约40个独立节目，每一节目表现中国一个历史片段或一个中国新年故事，有皇宫、武士和仙女下凡等场景，也有当代正在发生的故事的舞蹈展现，报导提到演出最主要出发点就是展现中共统治中国以前的中国历史，引用了神韵编舞李维娜的话：「中国新年是家庭团聚的日子，就象是圣诞节。我们的演出不仅仅是娱乐，更是为了回顾历史，复兴中国的文化之本；包括被中共迫害和遗弃的善良、宽容、美丽等原则；不管什么背景观众，会发现很容易理解演出的内涵；不要错过第一个节目，大幕拉开是一幅令人惊叹的画面，将带给你久远历史前的信息。」[44]

- 《芝加哥論壇報》艺术评论家史密斯在2008年观看神韵演出后，以《演出中女士们行云如水》为题作報導，评论证神韵是名副其实、无可争议的「壮观（Spectacular）」，服装「丰富精巧（intricately detailed）」；动态天幕展示「田园诗般（pastoral）的美景」并具备「电影特效的创意（cinematic ingenuity）」；舞蹈演员「技术高超（nimble mastery）」、「动作优雅（delicate）」。[46]

- 《丹佛邮报》，在2008年元月以《在中国新年庆祝中华传统文化》为题进行的报导，作者John Wenzel 表示正在环球巡演的这个演出，在努力展现生动、真实、没有被现代化宣传扭曲的中华艺术；报导谈到北京当局试图阻碍神韵演出，因为视这场演出为对维持其现状的威胁；而在世界各地，几十万观众观看后了解了有5000年悠久文化的中国。该报导表示，鉴于中共对中华传统文化的压制，神韵艺术团旨在挽救中华传统文化，演出透过罕见的特殊服饰和生动活泼的肢体语言，演绎出中国古老神话和传奇故事，吸引了多元文化观众的目光，整场晚会中有中西主持人介绍各节目，帮助观众掌握各节目的精髓。并引用了对神韵艺术团顾问张而平先生的采访：「现今中国境内多数艺术演出虽兼俱中西方形式和乐器，主要为政治服务，因为共产党意识形态被作为舶来品输入中国后，为成功在中国落地生根，要压制中华传统文化形式。中国新年本是家人团聚与庆祝的时刻，可社会上还有人因人权被侵犯、受镇压而无法和亲人团聚。神韵晚会不只是对西方人，对于我们中国人自己，反观历史及思考中国现状，都会大开眼界。观众对晚会形成压倒性的正面反馈，很多中国观众看后都流下眼泪。」报导表示神韵晚会透过轻快、冥想音乐以及基于广泛历史研究的细致动作，明确传达出平和的讯息。[34]

- 《百老汇世界》，这个综合介绍和预报剧院演出的专业网站（broadwayworld.com）于2008年12月8日，刊登專欄作家、音樂劇演員和導演Beau Higgins的文章，极力赞美神韵艺术团的《圣诞奇观》（Holiday Wonders），是全新的音乐、舞蹈大手笔演出，称特别美丽、前所未见，表示演出荟萃了传统的音乐、歌曲、编舞、精美服饰和叹为观止的动态天幕，再现自豪和非凡的悠久中华文化；作者特别提到了神韵领舞演员Michelle Ren饰演传奇女骑士花木兰中的非凡演出。[33]

- 《百老汇世界》2015年11月11日报导，全球数百万人已经看过神韵表演。在顶尖的艺术中心，众人热烈鼓掌欢迎，欧洲贵族也参与，北美门票销售一空，在亚洲场场爆满，这些已经成为神韵演出的一个国际现象。[47]

- 《紐約時報》文藝活動版2010年8月13日，記者Susan Hodara在其《一夜看盡五千年中華傳統音樂與舞蹈》的報導中，介紹神韻藝術團是一個依靠門票銷售和捐贈來營運的非營利組織，其宗旨是復興中華傳統文化，每年在全世界超過100個主要城市巡演（至今未能前往中國大陸演出），以全新的原創節目，透過音樂、舞蹈和舞劇展現跨越五千年歷史的中華文化。每場2.5小時的演出，融合一系列精心編排的節目，從獨唱、多人舞蹈到二胡獨奏，配以優雅舞台設計、原創樂曲、華麗服飾、獨特道具和背景天幕，有美聲歌曲、鼓樂和西藏、蒙古等民間舞蹈；現場伴奏樂隊用中國樂器如琵琶、古箏和笛子等，也有西方樂器，技術難度高。每個節目配有不同的天幕：宮殿、草原、高山、下雪和雲層，一切動畫與演員的動作協調配合[19][48]。《紐約時報》引述神韻發言人的話[19]：要成為傑出的藝術家，不能只學會精湛的技術，還要有某種生活態度：堅強、保持冷靜、有同情心、內心平和。這些特質，無論可見與否，會通過你展現出來─人們會感受到。

- CNN在2010年以「中華文化在美復興」為题，對神韻艺术团進行介紹。[49] 福斯國際電視網娛樂記者于2012年1月13日，专访神韻艺术团后，以《神韻幕後》為題播出採訪花絮。[50]美國著名售票網站Ticketmaster，数百观众給予神韻的評分平均分为4.4顆星（滿分5顆星）[51]。

- 《BROADWAY ACROSS AMERICA PORTLAND》雜誌收錄了幾位名人對於神韻的評價。奧斯卡影后凱特·布蘭切特表示，「觀賞神韻是一個不凡的經歷，除了技巧高超，作品原創性與對故事的敘述令人吃驚；同時也相當精緻美麗。」《阿凡達》藝術總監Robert Stromberg表示：「非常美麗，史詩級的演出且具啟發性；讓我對下一部阿凡達得到一些靈感。」著名百老匯評論家Richard Connema說：「從1942年迄今，我已看過約3,000-4,000個表演，我給神韻頂級的5顆星，我看過的所有表演都無法和今晚的表演相比，用我想到最好的詞彙來形容，就是“mind blowing”。」[52]

### 2013年演出
- 阿根廷第一大日報《號角報》（Clarin）记者Laura Falcoff 2012年12月观看神韵后，在报纸头条发表对神韻藝術團2013年新一季在阿根廷首演的观后感，认为神韵的使命是继承和保持中国真正的正统半神文化，开场的节目非常震撼又充满了神秘，巨大天幕背景中显示从宇宙极限到中国古代的建筑；并表示神韵节目极为丰富多彩：舞蹈、声乐、东西方乐器相结合的现场音乐伴奏，天幕背景无懈可击，演员们从舞台上飞到天上，又从天上飞到舞台。[53][54]

- 加拿大密西沙加新闻网站（mississauga.com），刊登了记者David Paterson观看2012年12月神韵本季度在密市进行的首场演出后，以「壮观演出带你周游中国」为题发表观后感。他提到，神韵既然称要复兴5000中国文化，就应拿出令人赞口不绝的演出。作者提到密市首演场中，神韵把中国广阔土地各个角落的音乐、舞蹈和传奇带给了生活艺术中心内暴满的观众；经历400回服饰变化的约100位舞蹈演员、歌手和音乐家，带观众们周游中国、在各地作短暂停留；节目从佛家创世神话，到和尚英雄，到蒙古碗舞，触及了整个历史。对于团体舞，约15位演员绝对同步，作者认为体现演员间互相间最好的合作。[48]

## 争议
神韻藝術團在表演中部分內容從評論家與觀眾處收到了不一的評價。一些評論家對藝術團节目中这部分内容傳達的信息作出了肯定，有觀眾對沒有五星紅旗、解放军與中共宣传的演出表達讚賞之意。
但除正面報導以外，神韻藝術團表演亦時有受到負面和混杂不一的评價；特别是对于2008年度的演出，有四个媒体发表过这类评价：《紐約時報》大纽约版2008年2月6日以《一场有人难以看下去的中国文化演出》为题描述一中国移民对因事先不知道演出有他所反感的法轮功相关信息，而对神韵不满，《多倫多星報》2008年元月的一文作者曾對藝術團的表演給出1.5顆星的低分，认为太一般。英国《衛報》2008年2月的一评论中，作者给以2顆星的低分；作者虽夸奖「精美佈景前，舞者伴着流水般絲巾與扇子呈現如同書法的舞姿」等，但在文章最后作者认为其中两则节目是「华美与宣傳的太奇怪的混合」。英國《每日電訊報》2008年2月一则评论的作者以「寓宣传于娛樂」表示反对；作者谈到，國際特赦組織的證據顯示法轮功学员確實在中国受到残酷迫害，但她拒绝認同法轮功的一些觀點，例如外星人、同性恋等等（尽管演出中没有这样的内容）；作者观察到尽管大多数中国裔观众為神韵欢呼，但也有部分不是如此。
美国芝加哥每日先驱报2011年4月19日刊登了Scott C. Morgan的评论《尽管有未曾期待的节目，神韵光彩夺目》，作者首先介绍神韵是总部设在纽约的非营利机构，神韵有三个艺术团在作全球巡演，旨在保护、并且透過亮丽服饰和演出以展现中国古典舞的特征和文化。因此，许多源自于中国神话传说和文学的故事，透過民族民间舞或幽默的形式，在神韵舞台上闪耀生辉。作者谈到在某些歌剧演唱充满了中国宗教色彩的歌词，神韵使用其表演艺术的平台为法轮功学员传播信仰。还谈到，在所有欢快节目中，夹杂有数则批评中国在国际上备受谴责的宗教自由和人权记录的节目，称这些节目达不到其他节目的艺术水准，编排夸张简单。作者称尽管如此，神韵演出确实是一个壮丽的奇观，给人留下深刻印象；作者肯定了精心编排的中国古典舞、女高音耿浩然等歌手们的美声唱法及钢琴伴奏家的杰出才能、非凡的东西方合璧乐队、颇具代表性的为宗教信仰自由辩护的方式。作者称唯一意见是「对于在耀目的舞蹈节目中，会出现大胆信仰规劝内容，希望在演出的广告中能更早说明」。
神韵的节目当中，有反映中共当局鎮壓法轮功的内容。美国《圣安东尼奥新闻快报》2012年5月9日在其官网上刊登一则评论，作者Jasmina Wellinghoff认为神韵「帶有信仰規勸」信息；「大多數節目是有趣的，但是政治、宗教方面稍微有點浓厚。神韵报幕员在舞台上谈论法轮功，而部分舞蹈也涉及这一话题，都直接了當」。
有報導指出，為何在演出介紹資料中沒有強調法輪功，一名神韻藝術團的製作經理解釋，法輪功只是表演中反映傳統中國價值觀的眾多面向之一，演出的大部分節目並未涉及迫害的主題，但多數節目帶有鼓舞人心的道德觀，蘊含法輪功所提倡的美德：真、善、忍。溫尼伯法輪功協會成員 Maria Cheung 回應稱，將神韻的演出標籤為「政治宣傳」(propaganda)，是由於不了解中國傳統價值觀，而且是受中國政府對法輪功污名化宣傳所影響。
非营利文化机构Folkloric Productions Dance Co. Inc的执行董事Cathy Skora女士批评一则负面评论，表示该评论者弄错了神韵演出的意义和主题。Skora认为，神韵舞者完美无瑕，无一例外显然高度受训于舞蹈和戏剧；她表示，艺术家的工作是传递思想和主意，在这方面神韵做得非常好，无论个人节目还是团体节目均传达了普适的主题；神韵演出并非宗教宣传，而是以法輪功的「真善忍」建立的極佳文化舞蹈...Skora在评论最后表示：作为全球公民，世界通过互相连接提供给了我们前所未有的机会，我们应接受、欢迎、学习和成长；在纽约州水牛城我们是何其幸运，能经历世界向我们展现的象Shea's水牛城艺术中心表演的神韵这样的世界级文化艺术的丰富多彩。
神韻藝術團表示其宗旨是保護瀕臨滅絕的中國文化遺產，神韻的大部分節目，都是呈現中國古典音樂與舞蹈，另有一些關於法輪功的芭蕾舞劇，其中一台芭蕾舞劇演繹了法輪功修煉者在中國受迫害的遭遇。網路論壇有些討論的留言表示對神韻表演感到失望，The Hill刊文指出，有些聲音批評舞蹈作品中的宗教或政治信息，此類言論往往源自於中國共產黨政府對該劇的強烈和誹謗性譴責，近年來，中國共產黨對神韻的言論已滲透到西方的批評中。中方一直利用其經濟和外交影響力向世界各地的劇院和政府部門施壓，並擾亂神韻演出。2016年，中共駐韓國大使館威脅要對首爾一家主辦劇院進行經濟報復，迫使演出在開演前幾天取消。2024年，神韻遭到恐嚇、騷擾、團員巴士車輛的輪胎被割傷等仇恨犯罪事件。2024年3月，美國聯邦調查局FBI對一系列針對紐約神韻藝術團，以中文做出的炸彈、大規模槍擊威脅進行調查。美國國務院表示，譴責任何國家實施的任何形式的跨國鎮壓行為。

## 遭遇跨境鎮壓
2025年2月美國國務院譴責中共及其代理人針對神韻藝術團的恐嚇行動，呼籲採取措施確保言論自由，「敦促中共結束對法輪功長達25年的滅絕運動」，並表示國務院年度《國際宗教自由報告》「記錄了多個國家發生的針對法輪功學員及神韻藝術團的干擾事件」。
- 據《大紀元時報》於2024年12月所發佈的消息，習近平在2022年「二十大」之前一次祕密會議上親自部署新戰略，將從國際範圍升級對海外法輪功的攻擊，協調中共政法委、國安部、公安部聯合進行，並由國安部部長陳一新主導國際打擊，採取的策略為法律戰及輿論戰，特別是擴大利用與中共沒有直接關聯的主流媒體與社交媒體帳號來傳播虛假信息，具體事件包括：2024年11月25日，利用前飛天學生張郡格對神韻藝術團、飛天大學、飛天藝術學院等八個機構和個人提出告訴 (法律戰)；《紐約時報》自2024年8月起，在6個月的時間內至少發表10篇針對神韻藝術團的惡意報導，並利用數千個虛假帳號以AI技術在社群媒體(例如X平台)上高效的轉發這些紐時文章 (輿論戰)[73][74][75]。

- 另據《自由亞洲電台》2024年8月報導，中共省級公安部和國營中信集團內部文件指出，當局已制定詳細計畫發動新攻勢，包括利用社群媒體和搜索引擎的優化技術向海外傳播有關法輪功的誹謗訊息，利用特務在法輪功團體內部製造分裂、挑撥法輪功與美國政府的關係，意圖扭曲外界對法輪功的瞭解，使神韻藝術團被關閉。法輪大法信息中心指出，其中一份來自公安部2024年6月的內部會議紀錄，曝露了中共一連串計畫的最終目標在於消滅法輪功[76][77]：動員潛藏特務製造和升級法輪功內部矛盾，不斷擴大（針對法輪功和神韻的社交媒體網紅）的戰鬥力、深度和影響力……他們必須引起整個美國持續關注，並迫使美國政府在前線打擊，消滅法輪功勢力。

- 2024年12月11日，《追查迫害法輪功國際組織》發布特別報告[78]披露最新獲取的中共機密情報指出，2024年12月公安部長王小洪主持視頻會議下達內部通知，要加大對海外法輪功的鎮壓，例如動員更多法輪功群體內的潛伏人員(特務)說服知名修煉者「與法輪功決裂」並揭露該群體內的「黑幕」；此外，中共各部委可以提供更多素材、情報和援助資金吸收中國各地及海外熟悉法輪功的輿情人員(五毛)參與支持，要「不斷編造法輪功違反美國法律、無視美國政府的『罪行』，通過製造這類『輿論』來逼迫美國政府及相關機構中斷對法輪功的支持，最終實現令美國『取締』法輪功的目標。」[79]

- 總部位於華盛頓的《外交家》雜誌，引述來自中共內部的機密文件報導指出，外洩文件揭示了中共在全球範圍行動打壓法輪功的兩個主要手段：操控海外媒體、法律戰，將其武器化，目的是抹黑並使法輪功修煉者噤聲，在海外(包括在美國)對法輪功修煉者及其支持者提起法律訴訟，藉由訴訟的高昂成本拖垮並壓制他們的聲音。專家強調，中共還以大量金錢賄賂海外媒體的關鍵人士，例如總編輯、記者、知名新聞工作者等等，「為了滲透海外媒體，中共提撥一筆『海外統戰基金（Overseas United Front funds）』，專門用來收買海外各地的重要人物。」中共內部文件的曝光，帶來明確訊息：中共壓制異議人士的行動早已超越國界，嚴重威脅全球的自由、人權及民主社會[80]。

- 2025年1月3日，法輪大法信息中心指出中共政權及其代理人對法輪功和神韻的打擊正在使用以下六種策略，2024年已發生了數十起相關事件[77][81]：

1. 暴力威脅：針對神韻演員、神韻培訓中心、劇院，進行例如炸彈威脅的匿名恐怖威脅[82]。
2. 社交媒體：中共內部文件點名支持的 YouTube 博主，已在散佈虛假言論或暴力威脅。
3. 媒體操縱：主流媒體例如《紐約時報》，利用中共支持的Youtube博主爆料以及中共黨媒宣傳等可疑資料作為消息來源，進行偏見和誤導性報導。
4. 法律戰：與中共有關聯的個人或組織提起無意義、無根據的訴訟，指控破壞環境或侵犯勞工權利，
5. 滲透政府：透過個人及其他與中共有關聯人士，包括已被美國法院定罪的中共代理人，試圖拉攏及利用美國政府機構針對神韻藝術團的免稅地位、「破壞環境」或「侵犯勞工權利」等不實舉報展開調查[83] 。
6. 冒充行為：假冒法輪功學員與神韻演員的社群媒體帳號發表奇怪言論或發送威脅郵件等。

## 遭暴力恐嚇威脅
美國神韻藝術團遭遇多次恐嚇。美國白宮發言人2025年3月警告外國政府行為者「不要搞破壞。本屆政府將非常嚴肅對待此事，並追究相關責任。我們明確譴責針對美國機構的任何暴力行為或暴力威脅，川普總統今天下午將前往肯尼迪中心」，他擔任中心主席，希望重新恢復藝術與文化。
神韻在台灣演出，也遭遇恐嚇。中央社報導，經警方了解，神韻近年來在全球巡演，屢次遭受來自中國的恐嚇，目標是阻止演出或施壓各國場館拒絕出借場地，但未實際發生恐怖攻擊，許多恐嚇信件亦被證實為虛假威脅。2025年4月，神韻藝術團在台巡演期間，台北市、台中市、台南市、基隆市、陸委會中央聯合辦公大樓、數位發展部、鐵路車站等機關陸續接獲炸彈恐嚇，警政署刑事警察局組成跨單位專案小組追查，鎖定恐嚇信來源區域位在中國陝西省西安市「華為研究所」一帶，研判涉案者與華為集團有關，也不排除是鄰近該據點的中共網軍所為。
2024年12月11日，福克斯新闻报道，美国亚特兰大法轮大法学会收到一封威胁邮件，针对神韵艺术团将于12月23日-27日在亚特兰大交响乐厅的演出。邮件用中文威胁称，如果演出进行，将采取暴力行动，并附有一把手枪、数十发子弹及两个弹夹的照片。警方已介入调查。值得注意的是，亚特兰大是神韵2025年巡演季的全球首演城市。
2025年2月20日，美國多家主流媒體，包括《華盛頓郵報》、NBC、福克斯新聞、NPR、MSN等，報導了位於美國首都的甘迺迪表演藝術中心發生針對神韻藝術團的炸彈威脅事件。該中心距離總統府白宮僅數街之遙，當晚正是神韻藝術團在此進行為期12場演出的首場演出。上午10:44分，甘迺迪中心收到一封電子郵件，聲稱已在劇院內放置炸彈，並威脅若神韻繼續演出便會引爆。接到威脅後，甘迺迪中心立即報警，並疏散所有人員。大批警力迅速到場，最終在下午2點解除警報，確認威脅為虛假資訊，晚間演出得以如期進行。國家廣播公司新聞網及自由亞洲電台在報道中援引神韻藝術團發言人的話稱：「在過去幾周的全球巡演中，神韻在美國多個城市，包括加利福尼亞州的聖何西和伯克利、康涅狄格州的沃特伯裡、喬治亞州的亞特蘭大、德克薩斯州的聖安東尼奧以及波多黎各的聖胡安的劇院，均遭遇類似威脅。此外，神韻在法國、義大利、英國和波蘭的演出場地也收到了類似的恐嚇。」神韻方面表示，所有案件都已向警方和聯邦調查局報告，它們都被證實是惡意騙局，企圖恐嚇劇院和觀眾。這些威脅通常用中文發出，且正值中國共產黨試圖在全球範圍內「消滅」神韻和法輪功的運動不斷升級的時候。「值得注意的是，隨著一些媒體對神韻進行妖魔化的攻擊，這些威脅也不斷升級。」 
2025年2月21日，神韵艺术团在国家记者俱乐部举办新闻发布会，呼吁美国政府就肯尼迪艺术中心炸弹威胁事件进行深入调查。ABC新闻对一个多小时的发布会做了现场直播。中国驻美大使馆回复自由亚洲电台记者询问时称看到有关报道，“但不了解具体情况”。

## 境外勢力利用西方媒體攻擊神韻
2025年3月，美國「應對中共當前威脅委員會」舉辦研討會，討論中共打壓神韻的行徑與陰謀。雷根總統時期國安會歐洲和蘇聯事務高級主任約翰‧倫佐夫斯基（Dr.John Lenczowski）表示，中共統戰部是進行政治鬥爭、控制輿論、欺騙民眾的工具，長期致力於侵蝕美國的媒體，並提到《紐約時報》收了中共數百萬美元刊登中共的宣傳，並「將其包裝成不帶偏見的新聞報導」。美國媒體Blaze Media刊文指出，中共無法在中國境內壓制神韻，轉而在海外展開抹黑與影響行動，利用西方媒體作為攻擊神韻的關鍵武器，尤其是《紐約時報》，為迎合中共的利益轉變立場，2024年發表多篇文章，以可疑的指控和不實資訊攻擊神韻，文章由記者洪芊芊（Nicole Hong）撰寫，洪的父親洪朝暉（George Hong）擔任中共統戰部下屬組織的董事，該組織的目標是擴展中共在海外的影響力。檢視其家庭的政治立場以及與中共的潛在關聯，洪芊芊的報導可能被利用為中共的宣傳工具，中共參與攻擊神韻的事實難以否認。
法輪大法信息中心表示，《紐約時報》自2024年8月發表一系列關於神韻藝術團及法輪功的文章，文中失實地將神韻描述成虐待性的環境，為了瞭解此等歪曲事實的內容如何出現在這一美國報紙，中心對文章各方面研究，梳理出讀者應了解的12要點，令人關切《紐時》為什麼要違反新聞道德的報導、以及很大程度實現著中共的目標。
讀者應該了解的12個要點：
1. 《紐時》文章是基於精心選用的個別心懷不滿者的敘述，在沒有證據支持的情況下提出大範圍指控。文中充斥著不實之處。
2. 《紐約時報》沒有披露受訪者明顯的利益衝突，包括其與中共政權的關係。
3. 《紐時》對法輪功的歪曲報導由來已久。
4. 從時間點和內容看，《紐時》的文章與中共最高層近期在全球推動消除神韻和法輪功的新一輪運動相呼應。
5. 一名親中共的油管播主曾對神韻發出暴力威脅，並因涉嫌非法持有武器在美國面臨指控。此人與《紐時》的受訪者關係密切，並公開談論過與該報記者合作。
6. 這些文章嚴重歪曲了法輪功信仰及其群體，顯示出對文化和宗教的無知與偏見。
7. 《紐時》記者刻意追求負面故事，罔顧多位前神韻演員與其進行的深入交流，無視他們分享的經歷與文章中黑暗敘事完全相悖。
8. 這些文章失實地暗示神韻不鼓勵藝術家們尋求醫療照護，或他們無法獲得必要的治療。
9. 這些文章錯誤地將神韻的一些規定描述為惡毒的、壓迫性的，而這些規定在美國許多學校都是標準做法。
10. 文章系統性地使用了操縱讀者情感的語言和圖像。
11. 這些文章掩蓋了中共對法輪功的迫害，包括有充分證據的器官移植濫用（即活摘器官）和針對神韻的跨國打壓。
12. 《紐時》未寫出真實故事，得益的是中共。

另根據2025年3月的調查報告，X 推特平台確認近期刪除了數千個與中國共產黨有關的帳號，這些帳號主要用來宣傳《紐約時報》詆毀神韻的文章。有400萬訂閱及30億瀏覽量的知名Youtuber 普爾（Tim Pool）3月披露，中國共產黨正在砸大錢收買國際網紅、西方媒體來推動中共的敘事，希望他們在網路上打擊法輪功與神韻，「他們(中共)提議給我200美元，讓我在頻道發布一段白人男性批評法輪功的影片。我毫不猶豫拒絕，但不少人接受了這樣的交易。」中共有專門攻擊法輪功的任務小組負責策劃和執行宣傳。

## 相關事件
- 2024年11月，兩名來自中國的洛杉磯華人陳軍、林峰，因涉嫌賄賂美國稅務官員意圖打壓法輪功而被判刑。根據美國司法部新聞稿[101]，2023年1月至5月期間，陳軍與林峰參與一項由中國政府主導的跨國鎮壓法輪功計畫，試圖利用美國國稅局的「吹哨者計畫」(Whistleblower Program)遞交舉報資料，目的是取消神韻藝術中心的免稅資格。兩人先向國稅局提交一份不實的申訴資料後，再向一名美國國稅局官員(實際上是FBI的臥底探員偽裝的)行賄，教唆該名稅官協助推進舉報案，2023年5月交付5000美元作為初始的賄賂款項，並承諾事成後將支付總計5萬美元的酬勞。陳軍、林峰均承認充當中國政府非法代理人以及行賄公職人員的罪名，各判刑20個月、16個月監禁，並被勒令沒收5萬美元賄款[102][103][104]。

- 2024年9月，紐約地區法院駁回了當地一個與中國關聯的組織針對神韻藝術團總部所在地提起的環保訴訟。亞歷克斯．希拉(Alex Scilla)，曾在中國天津生活15年，定期接觸中共官員，2019年移居紐約成立環保組織「NYenvironcon」，試圖阻止龍泉寺的開發，多次以違反環保法令提訴訟都以失敗告終。紐約法官卡拉斯（Kenneth Karas）2024年9月以指控無理由而駁回，並裁定希拉不能再針對相同指控提起類似訴訟，因為這是原告第四次訴訟，指控依然有多處缺陷，沒有明確指出被告具體違反哪些法令及證據，起訴理由不合邏輯、模糊矛盾，且意圖透過不斷提起訴訟，直到控訴成功為止。龍泉寺方面聲明，原告並非為了勝訴而訴訟，而是為了消耗我們的資源並製造負面新聞[105][106]。

- 根據法輪大法信息中心2024年1月的報告，在全球38個國家共記錄了超過130起中共干擾事件，例如虛假訊息、割輪胎、炸彈威脅恐嚇、威脅在中國的親人，神韻成了中共不斷進行的全球恐嚇、脅迫和暴行的目標[107]。

- 《韩国先驱报》2016年3月1日报道称，韩国KBS电视台取消了同“神韵艺术团”所签订的演出合同，同时中断了正在KBS2TV播出的神韵宣传影片。该演出原定于5月6日至8日在韩国首尔KBS演艺厅上演。报道中KBS电视台推廣部部长Ahn Hyun-ki否认了来自中国大使馆的压力，同时承认合同取消是因为“神韵艺术团”在签订合同前并未提及其与法轮功的联系。[108]

- 2015年關於中共干擾破壞神韻藝術團演出的調查報告 （页面存档备份，存于）

- 2012年3月下旬，根據瑞士媒體《Tages-Anzeiger》報道，中國大使館試圖阻止神韻藝術團在瑞士蘇黎世國會劇院的表演。[109]

- 2010年6月在美國新澤西州新不倫瑞克州立大劇院（英语：State Theatre (New Brunswick, New Jersey)）的神韻演出前夕，根據《大紀元時報》報道，中國共產黨特務寫信威脅劇院總裁等，試圖讓此劇院的總裁拒絕讓神韻在該劇院演出。劇院方將信件上報聯邦調查局。[110]

- 原定於2010年1月27日至31日在香港演藝學院舉行的神韻晚會，香港政府在臨近演出時拒發簽證給6名關鍵技術人員，以致演出被迫取消。香港高等法院在3月9日判決撤銷入境事務處的拒簽決定。[111]

## 批评

### 2024年至2025年《紐約時報》所發表的關於神韻藝術團的一系列報導
2024年8月，《紐約時報》報導稱，前表演者指控神韻藝術團存在虐待行為，聲稱是被修煉法輪功的家人強迫到飞天艺术学院上學，演員身體不適時，不鼓勵其就醫，並通過「情感虐待和操縱」他們服從艱苦的排練和巡演安排，带伤跳舞不愿求医，他們聲稱自己通常每天工作15小時，工資低；如果離開會面臨危險，失去（法輪功的）保護等。
神韻藝術團在8月17日發表聲明稱：「這與神韻演員和工作人員的實際經歷完全不符。那些扭曲的描述遠非現實。」其聲稱那是對神韻明顯且明確的攻擊。8月21日神韻藝術團聲稱其收到訊息，被威脅立即刪除神韻藝術團對《紐時》所發表的報導所提出的抨擊意見，否則員工及家人可能遭遇車禍、火災、黑幫襲擊。
法輪功學員創辦的《大纪元时报》所發表的報導聲稱，《紐時》嚴重依賴一小部分前演員的採訪，他們的離職原因多是違反規定或藝術上未達標準，紐時記者提問方式似乎旨在誘導對神韻給予負面評論，數十位現任、前任演員接受大纪元訪問，其中許多人都曾受傷並接受治療，沒有人提到因擔心受批評而不敢看醫生，有幾位演員將神韻非常低的受傷率歸功於定期檢查身體狀況和正確的技術；醫生表示定期提供醫療服務、包括中醫，此外，飛天大學的管理規定，與其它精英寄宿學校的政策並無二致。另文聲稱《纽时》混淆了神韻職業演員及學生見習演員，學生需要申請才可能參加神韻巡演，作為實習的一部分；紐時所稱的「薪水」，其實是「見習學生」巡迴演出期間，學校提供的津貼；此外，學校負擔學生入學後一切的學費、生活費、服裝費、食宿費，而且每個月提供補助。
2024年11月26日，《紐約時報》报称一名神韵前舞蹈演員張郡格已經对藝術團提起诉讼，指控神韻及其領導者誘拐弱勢兒童、讓他們從事報酬微薄甚至無償的工作，並且將神韻描述為「強迫勞動企業」，其在诉讼中宣稱，神韵会培养学员的服从意识，其中含收走护照、禁止接触外界媒体等，同时会通過威脅和公開羞辱剝削未成年舞蹈演員賺取數億美元的收入。《彭博法律》官方網站所發表的一篇文章聲稱張郡格已向美國紐約南區聯邦地區法院發起集體訴訟， 該文也提到張郡格聲稱神韻藝術團領導層因她接受《紐約時報》記者所作的採訪一事而對她作出報復，誣蔑她為中共的代理人。 
2024年12月31日，《紐約時報》發表文章聲稱神韻藝術團利用宗教狂熱情緒及法律漏洞等等來謀利，其聲稱神韻藝術團及相關學校從《大紀元時報》獲得了大量金錢，在疫情大流行期间，神韵艺术团利用联邦大流行救济计划的漏洞，总共至少有25个外围团体申请了所谓的“关闭场馆运营补助金”项目，从而不受任何限制地利用补助资金，並且誘使不少演員在可能違反法律的情況下把不少現金帶入美國國內。另一篇文章亦指責《大紀元時報》以威逼利誘等方式迫使其記者為神韻藝術團等法輪功相關組織所擁有的利益服務，這些行為包括刪除包含對於前正總統唐納德·特朗普男士的批評意見的報導、強逼員工參與法輪功相關宗教活動和貶低其他不少宗教（如基督教）的地位。
2025年2月7日，《紐約時報》報道稱有九位知情人士透露指聯邦政府正在對神韻藝術團進行刑事調查行動，調查重點包括可能存在的簽證欺詐和表演者的生活及工作條件等等。

### 其他媒體對《紐約時報》神韻系列報導的評論
2025年2月20日，《華盛頓觀察家》刊文報導稱，神韻在國際獲得讚譽，沒有從企業的贊助中獲得一分錢，其使命是展示五千年真正中華文化，中共卻一直在抹殺中華文化，對神韻進行網絡攻擊，發起抹黑運動、向世界各地劇院施壓要求取消演出。文章稱由於中共無法通過直接鎮壓讓神韻停業，因此轉而採用更陰險的手段，例如利用《紐約時報》等西方媒體來攻擊神韻。文章稱《紐約時報》歷來同情社會主義及共產主義意識形態，最近它對神韻發起攻擊，正是依循中共的一貫戰略。文章亦稱中共政權已成功迫使好萊塢自我審查，操縱大公司避免批評中共，並且利用西方記者來為中共進行宣傳。文章稱中共現正利用美國媒體來抹黑那些逃到美國尋求自由的異議人士，使美國記者成為中共用來壓制海外言論自由的工具，文章在結尾處提出擔憂：「如果媒體可被用來當作武器攻擊神韻，那有什麼能阻止中共對普通美國人施以同樣的手段呢？」
2025年2月22日，《紐西蘭先軀報》引述了《紐約時報》報導神韻藝術團一名前成員提出的說法與指控，神韻藝術團的樂團指揮陳英對此提出反駁，聲明這些對神韻的指控是「嚴重歪曲事實」(grossly distorted)，並且聲稱該消息來源的背後是中國共產黨。